# 町田ドライヴィングスクール

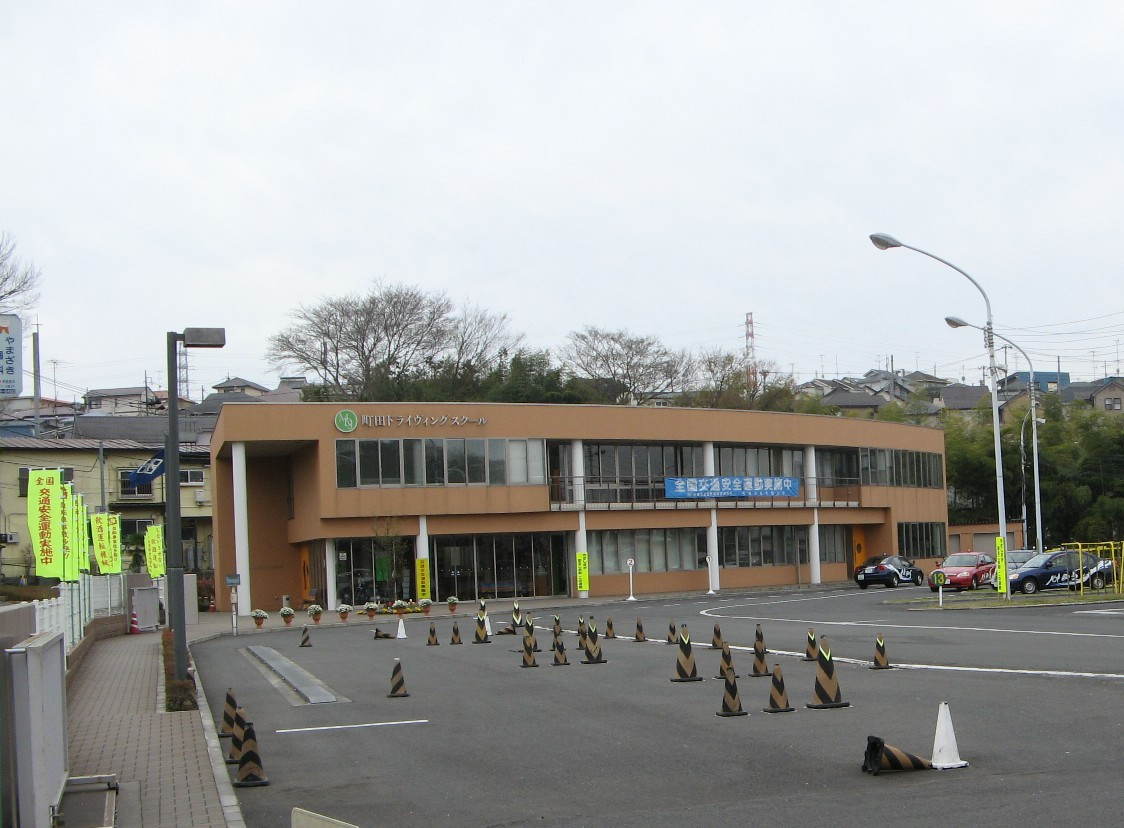
町田ドライヴィングスクール

町田ドライヴィングスクール（まちだドライヴィングスクール）は、東京都町田市にある国際興業株式会社が運営する自動車学校。町田市内では唯一の東京都公安委員会指定自動車教習所である。

## 概要
1966年（昭和41年）に町田モータースクールとして開校。
その後、原町田中央自動車教習所に改称し、1970年（昭和45年）3月には国際興業に買収された。国際興業グループ入りを期に、同年5月に町田自動車教習所に改称。
2005年（平成17年）には教習所施設の建て替えによるリニューアルとともに、町田ドライヴィングスクールに改称された。
2006年（平成18年）からは新たに二輪教習事業を開始した。

## 取扱車種
- 普通自動車
- 大型自動二輪車
- 普通自動二輪車

## 教習車

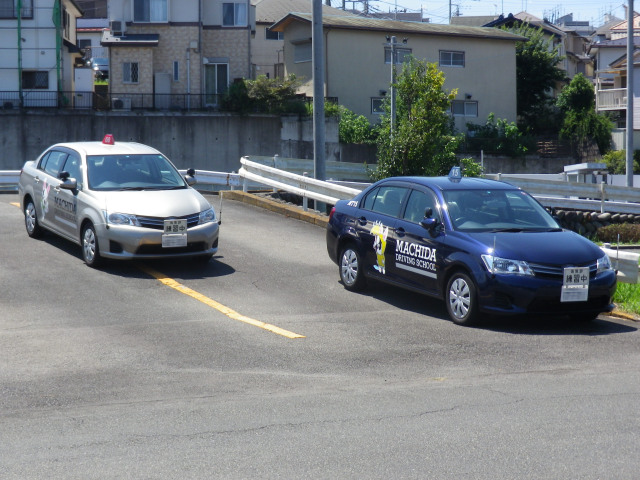
教習車（左はAT車、右はMT車）

- トヨタ・カローラアクシオ

## アクセス
所在地
東京都町田市南大谷三丁目19番1号
無料送迎バスを運行しており、最寄駅の小田急小田原線町田駅のほか、小田急玉川学園前駅、JR横浜線成瀬駅、東急田園都市線つくし野駅などから運行されている。